# Oggi insieme, domani anche
Oggi insieme, domani anche è un film documentario del 2015 diretto da Antonietta De Lillo. È il secondo film partecipato della regista.

## Tematiche
Dopo il precedente Il pranzo di Natale, la regista ha voluto indagare il tema dell'amore attraverso frammenti di materiali diversi – documentari, inchieste, animazioni, immagini di attualità, filmini di famiglia e di repertorio – nel tentativo di comporre un ritratto che rispecchi l'Italia e i suoi cambiamenti. A quarant'anni dal referendum sul divorzio e all'indomani dell'approvazione della legge sulle unioni civili, Oggi insieme, domani anche si confronta con lo sfaldamento dell'idea di matrimonio e di famiglia tradizionale, con la crisi umana ed economica, la disoccupazione, l'immigrazione e la difficoltà di confrontarsi con culture diverse, il cambiamento dei costumi sessuali, la rivoluzione bio-tecnologica.

## Produzione
Oggi insieme, domani anche, oltre al lavoro autoriale, è nato grazie al crowdsourcing ed è stato possibile realizzarlo con l'aiuto di filmmaker, studenti delle scuole di cinema e persone comuni che, con i loro materiali, hanno contribuito a rendere il film un progetto corale.

## Distribuzione
Il film è stato presentato al 33° Torino Film Festival. È uscito nelle sale il 19 Maggio 2016.

## Premi
- Nastro d'argento speciale alla regista, per il suo percorso nel cinema del reale.